# Георгій (Делієв)
Архієпископ Георгій (в миру Делієв Спиридон Георгійович; 23 грудня 1878, село Каракуба, Маріупольський повіт, Катеринославська губернія — 8 грудня 1937, Дніпропетровськ) — єпископ Російської православної церкви, архієпископ Дніпропетровський, тимчасово керував Київською єпархією у 1925—1928 роках. Прадід актора і клоуна Георгія Делієва.

## Біографія
Походив з зросійщених маріупольських греків, які були переселені на таврійські землі з Криму за указом Катерини ІІ.
У 1902 році закінчив Катеринославську духовну семінарію і призначений законовчителем у церковно-парафіяльну школу.
З 1905 по вересень 1915 року був законовчителем відразу у двох навчальних закладах Олександрівська (нині — Запоріжжя) — у жіночій гімназії та у комерційному училищі.
У 1915 році вступив до Київської духовної академії, яку закінчив у 1919 році зі ступенем кандидата богослов'я.
15 (28) грудня 1921 року пострижений у чернецтво. 26 грудня 1921 (8 січня 1922) року хіротонізований на єпископа Богуславського і Липовецького, вікарія Київської єпархії. Хіротонію очолив екзарх України митрополит Михаїл (Єрмаков).
Після арештів митрополита Михайла (Єрмакова) та вікарного єпископа Уманського Макарія (Кармазіна) до єпископа Георгія з січня 1925 року перейшло тимчасове управління Київською єпархією.
Після повернення наприкінці 1925 року із заслання єпископа Макарія, відмовився передати йому управління єпархією, що викликало осуд багатьох архієреїв.
З 1926 року був єпископом Таращанським, вікарієм тієї ж єпархії.
З 1928 року — єпископ Дніпропетровський. У 1930 році зведений у сан архієпископа.
Протидіяв обновленському і автокефальному руху в Україні (зокрема — лубенський розкол), разом з іншими українськими архієреями засудив григоріанський розкол.
У 1932—1933 роках брав участь у зимовій сесії Священного Синоду.
20 травня 1934 року направив заступнику Патріаршого Місцеблюстителя митрополиту Сергію (Страгородському) рапорт, у якому вітав його з возведенням у сан митрополита Московського і Коломенського
У 1936 році заарештований, який був звинувачений у тому, що він «агент польської розвідки, за участь у контрреволюційній церковно-фашистській організації». Під тиском слідства визнав себе винним. 30 листопада 1937 року особлива трійка УНКВС УРСР по Дніпропетровській області  ухвалила вирок архієпископу Георгію та був засуджений до розстрілу. 8 грудня 1937 року  розстріляний у дніпропетровській в'язниці. Пізніше був реабілітований та зарахований православною церквою до числа новомучеників.